# Tetranychus elytropappi
Tetranychus elytropappi är en spindeldjursart som beskrevs av Meyer 1974. Tetranychus elytropappi ingår i släktet Tetranychus och familjen Tetranychidae. Inga underarter finns listade i Catalogue of Life.